# Albert Dietrich
Albert Hermann Dietrich, född 28 augusti 1829 i Golk vid Meissen, död 20 november 1908 i Berlin, var en tysk tonsättare.
Dietrich var i Düsseldorf lärjunge till Robert Schumann, som han både personligt och musikaliskt stod mycket nära, och var under många år hovkapellmästare i Oldenburg. Av hans kompositioner kan främst nämnas en symfoni i d-moll och operan Robin Hood. Han var medlem av kungliga konstakademien i Berlin.